# Beatrix von Mecklenburg
Beatrix von Mecklenburg, auch Beate, Beata, Beate von Ribnitz (* 1324; † 1399) war eine mecklenburgische Prinzessin und von 1349 bis 1395 die erste fürstliche Äbtissin im Klarissenkloster Ribnitz. In der römisch-katholischen Kirche wird sie als Selige verehrt.

## Leben
Beatrix war die Jüngste Tochter von Fürst Heinrich II. dem Löwen von Mecklenburg und seiner zweiten Frau Anna zu Sachsen-Wittenberg († zw. 25. Juni 1327 und dem 9. August 1328), Tochter des Herzogs Albrecht zu Sachsen-Wittenberg. Benannt wurde sie nach Heinrichs erster, jung verstorbenen Frau Beatrix von Brandenburg († vor 25. September 1314), Tochter von Albrecht III. von Brandenburg.
Beatrix wurde am 15. März 1325 in Barth mit Jaromar, dem einzigen Sohn des Fürsten Wizlaw III. von Rügen verlobt. Doch da Jaromar bereits 24. Mai 1325 verstarb, schlug dieser Versuch einer Verbindung zwischen Mecklenburg und Rügen fehl. Da Wizlaw seinerseits am 8. November 1325 verstarb, erlosch damit das Fürstenhaus von Rügen.
Beatrix wurde nach der gescheiterten Verbindung mit Jaromar von Rügen für das Leben im Ribnitzer Klarissen-Kloster bestimmt, das  Heinrich 1323/24 gestiftet hatte. Der Bau des Klosters begann 1325, und bereits 1329 zogen die ersten Nonnen ein. Die ersten vier von ihnen kamen aus dem Klarissenkloster Weißenfels. Auch Beatrix’ Einkleidung erfolgte 1329, im Alter von fünf Jahren. Bis sie das nötige Alter für das Amt der Äbtissin erreicht hatte, verwalteten nacheinander zwei der aus Weißenfels gekommenen Nonnen die Leitung des Klosters. Am 20. Mai 1349 wurde sie, inzwischen 25 Jahre alt, aber immer noch mit päpstlicher Dispens wegen ihres jungen Alters, zur Äbtissin gewählt.
Die Klosterchronik des Lambrecht Slagghert berichtet von ihrer vorbildlichen Frömmigkeit und Nächstenliebe sowie wundersamen Geschehnissen. Zu ihren Lebzeiten wurde die Klosterkirche errichtet. 1398 legte sie aus Gesundheitsgründen das Amt der Äbtissin nieder.

## Verehrung
Beate verstarb im Ruf der Heiligkeit und wurde bald verehrt, ohne dass sie je offiziell selig- oder heiliggesprochen wurde. Die kirchliche Tradition feiert ihren Todestag am 8. April, obgleich sie wohl erst am 5. August 1399 verstarb. Nach der Reform des Heiligenkalenders durch das Zweite Vatikanische Konzil 1962 wurde der Namenstag Beate auf dieses Datum gelegt.